# Don Camilo (película de 1952)
Don Camilo (título original en italiano: Don Camillo) es una película de 1952 producida y dirigida por Julien Duvivier y vagamente basada en los personajes creados por Guareschi en una serie de historias cortas (1946-47), a continuación, reunidos en el volumen de marzo de 1948 por la editorial Rizzoli.

## Reparto
- Fernandel: Don Camilo
- Gino Cervi: Giuseppe “Peppone” Bottazzi
- Sylvie: Doña Cristina
- Vera Talqui: Gina Filotti
- Franco Interlenghi: Mariolino de la Bruciata
- Saro Urzì: il Brusco
- Charles Vissiere: Obispo
- Marco Tulli: el Smilzo
- Giovanni Onorato: Scartazzini
- Gualtiero Tumiati: Ciro de la Bruciata
- Luciano Manara: Filotti
- Leda Gloria: Doña Bottazzi
- Mario Siletti: avv. Stiletti
- Manoel Gary: Cerratini, delegado del PCI
- Giorgio Albertazzi: don Pietro
- Italo Clerici: árbitro de fútbol corrupto
- Olga Solbelli: La madre de Gina
- Armando Migliari: Rosco de la Bruciata
- Carlo Duse: el Bigio
- André Hildebrand: Barchini, el tipógrafo
- Clara Auteri: mujer que te hace gritar "Viva Peppone!"
- Peppino De Martino: un asesor mayoría
- Franco Pesce: el sacristán
- Alda Brighenti: el pequeño hijo de Peppone
- Marcella Melnati: primera señora tímida
- Dina Romano: Dependiendo de edad temeroso
- Maria Zanoli: tercer anciana miedo
- Didier d'Yd: un simpatizante comunista
- Barbara Florian: un fanático comunista
- Jean Debucourt: Voz del crucifijo (versión en francés), Ruggero Ruggeri (versión en italiano)
- Narrador: Emilio Cigoli

## Doblaje en España
- Don Camilo: Joaquín Vidriales
- Giuseppe “Peppone” Bottazzi: José Guardiola
- Gina Filotti: Lucía Esteban
- Mariolino de la Bruciata: Juan Carlos Ordóñez
- Doña Cristina: Ana Díaz Plana
- Compañero delegato: Juan Miguel Cuesta
- Filotti: Francisco Arenzana
- Voz del crucifijo: Teófilo Martínez
- Obispo: Pedro Sempson
- Narrador: Simón Ramírez

## Seguido
La película tuvo cuatro secuelas, para un total de cinco películas más de una inconclusa por la muerte repentina de Fernandel:
- El regreso de Don Camilo (1953)
- Don Camilo y el honorable Peppone (1955)
- Don Camilo, monseñor (1961)
- El camarada Don Camilo (1965)
- Don Camillo e i giovani d'oggi (1970)

## Participación en festivales
1.ª Semana Internacional del Cine de San Sebastián
| Certamen                  | Resultado |
| ------------------------- | --------- |
| Exhibición no competitiva | Incluida  |